# Grallaria blakei
Grallaria blakei е вид птица от семейство Grallariidae. Видът е почти застрашен от изчезване.

## Разпространение
Видът е разпространен в Перу.